# 대한민국인재상
대한민국인재상(大韓民國人材賞, Talent Medal of Korea (2013년까지), Talent Award of Korea (2014년부터)은 대한민국 대통령(2013년까지) 또는 교육부 사회부총리 겸 장관(2014년부터) 매년 12월에 우수 인재 100명을 선정해 수여하는 상이다. 
본래 이 상은 2008년 대한민국의 교육부총리 겸 교육인적자원부 장관 명의 표창이었던 '21세기를 이끌 우수인재상'을 확대 개편하여 시상한 것으로 시작해 현재 시상 중인 상이다. 제정 당시부터 대통령상 이었으나, 2014년부터는 대한민국의 사회부총리 겸 교육부장관으로 훈격이 조정 되어 현재에 이른다. 2022년 국무총리상 1점이 추가되었다.

## 같이 보기
- 신지식인